# Salitis
Theo Manetho, Salitis (tiếng Hy Lạp Σάλιτις, còn là Salatis hoặc Saites) là vị vua người Hyksos đầu tiên, ông là người đã chinh phục và cai trị Hạ Ai Cập và sáng lập nên vương triều thứ 15.

## Tiểu sử
Salitis chỉ được biết đến chủ yếu từ một vài đoạn trong tác phẩm Contra Apionem của Flavius Josephus; trong các đoạn này, Josephus tuyên bố là đã thuật lại những lời gốc của Manetho. Dường như là dưới triều đại của một vị pharaoh Ai Cập tên là Tutimaios hoặc Timaios, một đạo quân ngoại bang đột nhiên tới từ Cận Đông và chiếm lấy toàn bộ khu vực châu thổ sông Nile mà không cần phải giao tranh. Sau khi chinh phục Memphis và dường như là lật đổ Tutimaios, những kẻ xâm lược đã gây nên những hành động tàn bạo như là hủy diệt các thành phố cùng những ngôi đền và giết hoặc bắt bớ những cư dân bản địa của Ai Cập. Sau đó, họ
"tôn một người trong số họ, người có tên là Salitis, lên làm vua. Ông ta cư ngụ ở Memphis và yêu cầu cống nộp từ cả vùng Thượng và Hạ, bố trí các pháo đài ở những vị trí chiến lược nhất."
Salitis đã quyết tâm giữ vững những vùng đất mới được chinh phạt của mình. Vì lý do này ông đã củng cố khu vực biên giới phía đông, và tìm kiếm một vị trí chiến lược để thiết lập một thành trì oai nghiêm mà từ đó ông có thể thống trị được những cư dân Thượng Ai Cập có tư tưởng độc lập. Ông đã thiết lập nên thành phố Avaris nằm ở bờ phía đông của nhánh Bubastite của sông Nile,
"(Salitis) đã thiết lập nên thành phố này và khiến cho nó trở nên cực kì vững chắc với những bức tường thành, bố trí ở đó một đạo quân vũ trang lớn– đông tới 240,000 người – như là một đạo quân biên phòng. Ông ta thường tới đó vào mùa hè, một phần là để phân phát lương thực và tiền lương, và một phần là để huấn luyện họ kỹ càng bằng các cuộc diễn tập quân sự, để khiến cho những người ngoại quốc sợ hãi."
Salitis qua đời sau 19 năm cai trị và ngai vàng được truyền lại cho một người châu Á khác có tên là Bnon hoặc Beon.

## Đồng nhất
Các nhà nghiên cứu đã thực hiện một số nỗ lực để đồng nhất Salitis với một vị vua đã được chứng thực về mặt khảo cổ học. Ông đôi khi được gán ghép với một vị vua tên là Sharek hoặc Shalek – người được đề cập tới trong một văn kiện phả hệ của tư tế đến từ Memphis – và với vị vua được chứng thực rõ hơn là Sheshi. Nhà Ai Cập học người Đức Jürgen von Beckerath tin rằng Salitis có thể được gán ghép với Yakbim, một vị vua khác thuộc thời kỳ Chuyển tiếp thứ Hai của Ai Cập. Với khả năng hiểu biết như hiện tại thì Salitis vẫn còn chưa được đồng nhất.

Ngay cả với tên gọi của ông, không có manh mối nào về ý nghĩa ban đầu của nó trong tiếng Ai Cập, mặc dù dạng biến thể Saites đã được Sextus Julius Africanus sử dụng trong bản tóm tắt của ông ta đối với tác phẩm của Manetho, có thể có chứa một tham chiếu đến thành phố Sais ở khu vực châu thổ. Có ý kiến cho rằng tên gọi này có thể được kết nối với shallit, một tước hiệu được vị tổ phụ Joseph sử dụng trong thời gian ở Ai Cập với ý nghĩa là "người nắm giữ quyền lực"; Tuy nhiên, điều này cũng được coi là một giả thuyết rất yếu.
Về phần ông, việc xác định danh tính của vị tiên vương người Ai Cập Tutimaios và người kế vị gốc châu Á Bnon của ông cũng là vấn đề gây tranh cãi; mặc dù vị tiên vương của ông được đồng nhất một cách tạm thời với Djedneferre Dedumose của vương triều thứ 13 dẫu vậy điều này được xem là không đủ thuyết phục.